# Армения (римска провинция)
Вижте пояснителната страница за други значения на Армения.
Армения или Римска Армения (на латински: Armenia) е римска провинция за кратък период между 114 – 118 г., като се намира на територията на днешните Източна Турция, Армения, Грузия, Азърбайджан и малка част от североизточен Иран.
През 114 г. царството Армения е окупирано и обявено за римска провинция от император Траян.
| „ | От Антиохия императорът (Траян) пое към Ефрат и отвъд на север чак до най-северния стан Сатала в Малка Армения, откъдето той напредна в Армения и зае Aртаксата .... Траян бе решен да направи арменския си васал своя губерния и да разшири източната граница на империята ... Армения отстъпи пред своята съдба и стана римска провинция. Траян тогава напредна и окупира Месопотамия ... и, като Армения, Месопотамия станаримска провинция. | “ |

В тези четири години в провинцията се администрира временно и провинция Кападокия. След смъртта на Траян през 118 г. Армения получава ограничена автономия като римски протекторат.